# Lasquarri
Lasquarri (en castellà Lascuarre i en aragonès Llascuarre) és una vila i municipi a la comarca de la Ribagorça, a la Franja de Ponent, Aragó. Està situat a la vall de l'Isàvena i a 647 metres sobre el nivell de la mar, just al Nord de Benavarri, cap del partit judicial de què forma part.
Lasquarri és a la Franja de Ponent, administrativament dins de la província d'Osca, a la Ribagorça aragonesa, al partit judicial de Barbastro, per això és part dels Països Catalans i té com a llengua patrimonial el català ribagorçà.
Els mitjans de vida fonamentals hi són l'agricultura i la ramaderia.

## Toponímia
El topònim Lasquarri pot ser d'origen basc: Latz (toll), y gorri (roig), amb diftongació en -ua-. En el fogatge de 1495 és escrit La Escuarre.